# Biblidinae
De Biblidinae zijn een onderfamilie van vlinders uit de familie Nymphalidae. De Biblidinae omvatten een groep vlinders waarvan het zwaartepunt van de verspreiding ligt in het Neotropisch gebied. Enkele geslachten van de tribus Biblidini (Ariadne, Byblia, Eurytela, Laringa, Mesoxantha en Neptidopsis) en de Epicaliini (Sevenia) komen voor in de Oude Wereld. De indeling in tribus en geslachten in dit artikel volgt die van de Nymphalidae Systematics Group.

## Geslachtengroepen en geslachten

### BiblidiniBoisduval,1833
- Biblis Fabricius, 1807
  - = Zonaga Billberg, 1820
- Archimestra Munroe, 1949
- Ariadne Horsfield, 1829
  - = Ergolis Boisduval, 1836
- Byblia Hübner, 1819
  - = Hypanis Boisduval, 1833 non Hypanis Pander, 1832 (Bivalvia)
- Eurytela Boisduval, 1833
- Laringa Moore, 1901
- Mesoxantha Aurivillius, 1898
- Mestra Hübner, 1825
  - = Cystineura Boisduval, 1836
- Neptidopsis Aurivillius, 1898
  - = Crenis Boisduval, 1833
- Vila Kirby, 1871
  - = Neptis Hübner, 1819 non Neptis Fabricius, 1807 (Limenitidinae)
  - = Olina Doubleday, 1848 non Olina Robineau-Desvoidy, 1830 (Diptera)
  - = Lonia d'Almeida, 1946

### AgeroniiniDoubleday,1847
- Hamadryas Hübner, 1806
  - = Apatura Illiger, 1807 (nom. suppr.)
  - = Ageronia Hübner, 1819
  - = Philocala Billberg, 1820
  - = Peridromia Lacordaire, 1833
  - = Peridromia Boisduval, 1836 non Peridromia Lacordaire, 1833
  - = Amphichlora Felder, 1861
- Batesia Felder & Felder, 1862
- Ectima Doubleday, 1848
- Panacea Godman & Salvin, 1883
  - = Pandora Doubleday, 1848 non Pandora Lamarck, 1799 (Bivalvia)

### CallicoriniOrfila,1952
- Callicore Hübner, 1819
  - = Catagramma Boisduval, 1836
- Antigonis Felder, 1861
  - = Lincoya Kirby, 1871
- Catacore Dillon, 1948
- Diaethria Billberg, 1820
  - = Corecalla Röber, 1915
  - = Cyclogramma Doubleday, 1847
- Haematera Doubleday, 1849
- Mesotaenia Kirby, 1871
  - = Callitaenia C. Felder, 1861 non Callitaenia Agassiz, 1846
- Orophila Staudinger, 1886
- Paulogramma Dillon, 1948
- Perisama Doubleday, 1849

### EpicaliiniGuenée,1865
- Catonephele Hübner, 1819
  - = Epicalia Doubleday, 1844
- Cybdelis Boisduval, 1836
- Eunica Hübner, 1819
  - = Evonyme Hübner, 1819
  - = Eunice Geyer, 1832 non Eunice Rafinesque, 1815 (Polychaeta)
  - = Callianira Doubleday, 1847 non Callianira Péron & Lesueur, 1810 (Mollusca)
  - = Faunia Poey, 1847 non Faunia Robineau-Desvoidy, 1830
  - = Amycla Doubleday, 1849 non Amycla Rafinesque, 1815
  - = Libythina Felder, 1861
- Myscelia Doubleday, 1844
  - = Sagaritis Hübner, 1821 non Sagaritis Billberg, 1820
  - = Sea Hayward, 1950
- Nessaea Hübner, 1819
- Sevenia Koçak, 1996
  - = Crenis Boisduval, 1833 non Crenis Hübner, 1821
  - = Sallya Hemming, 1964 non Sallya Yochelson, 1956

### EpiphiliniJenkins,1987
- Epiphile Doubleday, 1844
- Asterope Hübner, 1819
  - = Callithea Feisthamel, 1835
  - = Callithea Boisduval, 1836
  - = Cyane Felder, 1861
- Bolboneura Godman & Salvin, 1877
- Lucinia Hübner, 1823
  - = Autodea Westwood, 1850
- Nica Hübner, 1826
  - = Pseudonica Kirby, 1901
- Peria Kirby, 1871
  - = Pelia Doubleday, 1849 non Pelia Bell, 1836 (Decapoda)
- Pyrrhogyra Hübner, 1819
  - = Corybas Westwood, 1850
- Temenis Hübner, 1819
  - = Callicorina Smart, 1975
  - = Paromia Hewitson, 1861 non Paromia Westwood, 1851

### EubaginiBurmeister,1878
- Dynamine Hübner, 1819
  - = Arisba Doubleday, 1847
  - = Eubagis Boisduval, 1832
  - = Sironia Hübner, 1823